# Cronologia Perioadei Kamakura

## Cronologia PerioadeiKamakura(1185-1333)
Aprilie 1185 - După înfrângerea familiei Taira la Dannoura, Minamoto Yoritomo își asumă controlul în Kamakura.
Mai 1185 - Minamoto Yoshitsune ajunge în Kyoto cu Minamoto Munemori și alți captivi Taira. Go-Shirakawa îl recompensează și îi dă titluri de curte dar acest lucru îl înfurie pe Minamoto Yoritomo. Minamoto Yoritomo declară că cei care acceptă cadouri sau funcții de la curtea imperială sunt considerați neloiali familiei Minamoto și vor fi pedepsiți.
Iunie 1185 - Minamoto Yoshitsune escortează prizonierii Taira la Kamakura dar este oprit la Koshigue, un mic sat de lângă Kamakura. Prizonierii sunt luați si interogați în Kamakura, dar lui Minamoto Yoshitsune nu îi este permis să intre în oraș. După interogatoriu prizonierii sunt trimiși înapoi in Kyoto sub paza lui Minamoto Yoshitsune, dar Minamoto Yoritomo se răzgândește și trimite trupe ca să-l ajungă din urmă și să-i omoare pe prizonieri. Minamoto Yoshitsune se duce apoi la Kyoto.
Septembrie 1185 - Minamoto Yoritomo ordonă atacul asupra armatei lui Minamoto Yukiie. Minamoto Yukiie îl cheamă în ajutor pe Minamoto Yoshitsune. Un zvon (fals) ajunge la Kamakura că Minamoto Yoshitsune plănuiește să folosească această oportunitate să se rascoale împotriva lui Minamoto Yoritomo, în alianță cu Minamoto Yukiie. Minamoto Yoritomo îi ordona lui Minamoto Yoshitsune să-l atace pe Minamoto Yukiie, dar Minamoto Yoshitsune refuză pe motive de boală.
Noiembrie 1185 - Minamoto Yoritomo trimite o sută de oameni, conduși de un călugăr renegat (Tosabo Shoshun), să-l atace și să-l omoare pe Minamoto Yoshitsune. Atacanții sunt înfrânți, iar Tosabo Shoshun este ucis. Go-Shirakawa îi ordonă lui Minamoto Yoshitsune și lui Minamoto Yukiie să vină la Kamakura și să-l pedepsească pe Minamoto Yoritomo. Amândoi pleacă din Kyoto și se îndreaptă spre vest pentru a aduna oameni și provizii. Minamoto Yoritomo trimite trupe la Kyoto și îl obligă pe Go-Shirakawa să-și amâne ordinul precedent și împăratul emite un ordin pentru Minamoto Yoritomo insărcinându-l cu pedepsirea lui Minamoto Yoshitsune și a lui Minamoto Yukiie (care au fugit). 
Decembrie 1185 - Instaurarea sistemului Jito. Intendenți (jito) si polițiști (shugo) sunt numiți în toate provinciile și pe toate pământurile (private și publice) pentru a strânge "taxa de comisariat" (hyoro-mai). Această taxă a fost în aparență folosită pentru urmărirea rebelilor și a celor care reprezintau o amenințare, dar în realitate este impusă pentru a avea controlul total asupra pământului țării. (Din moment ce Japonia are o economie bazată pe munca pământului, cel care stăpânește pământul stăpâneste și țara.)
Aprilie 1186 - După ce a refuzat de mai multe ori să accepte postul, Fujiwara Kanezane devine regent la insistențele lui Minamoto Yoritomo până în anul 1199. Perceperea taxei de comisariat este suspendată.
Iunie 1186 - Minamoto Yukiie este în cele din urmă găsit, capturat și ucis. La puțin timp după aceea, Shizuka, iubita și însoțitoarea lui Minamoto Yoshitsune, este capturată și interogată, dar ea nu dezvăluie locul unde se află Minamoto Yoshitsune.
Iunie 1189 - Minamoto Yoritomo află că Minamoto Yoshitsune se ascunde în nordul provinciei Mutsu, Hiraizumi. Ordonă conducătorilor Fujiwara locali să-l atace și ordinul este îndeplinit la a treia insistență. Minamoto Yoshitsune își ucide soția și copii și apoi se sinucide prin seppuku pentru a nu fi capturat. Capul lui este trimis la Kamakura pentru a verifica că este într-adevăr el.
Septembrie și Octombrie 1189 - Minamoto Yoritomo conduce trupe pentru a cuceri provinciile Mutsu și Dewa din nord, ultimele fortărețe neloiale familiei Minamoto din țară, guvernate de clanul Fujiwara. Provinciile intră sub controlul guvernului din Kamakura cu ușurință.
Decembrie 1189 - Minamoto Yoritomo se reîntoarce la Kamakura și își petrece următorul an întărindu-și autoritatea asupra clasei militare și a administrației țării.
Decembrie 1190 - Minamoto Yoritomo se duce la Kyoto și își organizează cartierul general în Rokuhara. El își petrece timpul discutând numiri în posturi guvernamentale cu Go-Shirakawa. El acceptă mai multe titluri militare, dar nici un titlu la curtea imperială.
Începutul 1191 - Kumonjo - Ministerul Administrației (înființat în anul 1184) este schimbat în Mandokoro cu Oe Hiromoto rămânând ca șeful ministerului. Mandokoro este organizat, un Shikken (director) prezidând o Comisie de consilieri. Acesta era cel mai înalt organ administrativ Bakufu.
1191 - Călugărul Eisai întemeiază școala zen budistă Rinzai.
Primăvara 1192 - Go-Shirakawa moare. Go-Toba rămâne împărat. Nu exista împărat în retragere.
August 1192 - La insistențele lui Fujiwara Kanezane (cât și ale lui Minamoto Yoritomo) Go-Toba îi da lui Minamoto Yoritomo titlul de Shogun, pe care Go-Shirakawa refuzase să i-l dea pe când era in viață.
1193 - Minamoto Yoritomo continuă să nu aibă încredere în Minamoto Noriyori și îl va asasina.
1194 - Minamoto Yoritomo execută toți membrii de sex masculin ai familiei lui Yasuda Yoshisada (un suporter loial familiei Minamoto) după ce li s-au adus false acuzații de către o a treia persoană.
Martie 1195 - Minamoto Yoritomo asistă la o ceremonie în templul Todaiji din Nara și petrece câteva luni în Kyoto.
Noiembrie 1196 - Minamoto Michichika conduce o revoltă în Kyoto. Fujiwara Kanezane și suporterii săi sunt alungați de la putere iar suporterii lui Minamoto Michichika sunt instalați la putere. Ținta lui declarată este să readucă guvernarea imperială și diminuarea puterii Bakufu, dar adevarata lui intenție este doar să înlocuiască toți Fujiwara din ministere.
1198 - Go-Toba abdică și devine împărat în retragere. Tsuchimikado, fiul minor al lui Go-Toba, devine împărat titular până în anul 1210. El a fost ales de către Minamoto Michichika moștenitor aparent la începutul anului fără să caute implicarea guvernului de la Kamakura. Minamoto Yoritomo nu reacționează la această demonstrație de independență a lui Minamoto Michichika, dar promite că va vizita Kyoto în viitorul apropiat (el moare înainte să facă această călătorie).
1199 - Minamoto Yoritomo moare după ce a fost aruncat de pe un cal. Minamoto Yoriie, fiul mai mare al lui Minamoto Yoritomo și având numai 17 ani, urmează funcția tatălui sau. Oricum Go-Toba nu îi dă titlul de shogun până în anul 1202 pentru a accentua prerogativele tronului. (Acest lucru nu a înfuriat Bakufu din Kamakura deoarece toți aveau dubii in legătură cu capacitățile lui Minamoto Yoriie de a guverna.) 
1202 - Minamoto Yoriie este numit shogun; ceremoniile sunt făcute în Kamakura de către trimișii imperiali.
1203 - Minamoto Yoriie este forțat să abdice după ce s-a îmbolnăvit grav și a încercat să-l asasineze pe Hojo Tokimasa. Minamoto Sanetomo, fratele mai tânăr al lui Minamoto Yoriie, în vârstă de numai 11 ani, devine al treilea shogun Minamoto. Hojo Tokimasa devine Shikken (șeful Ministerului Administrației) și deci regent al shogunului (un minor). Hojo Tokimasa este de fapt șeful guvernului. (Este interesant de menționat că familia Hojo provine din neamul Taira).
1204 - Familia Taira din Ise folosește climatul politic nesigur din Kamakura ca o șansă de a porni o răscoală, dar revolta este înăbușită cu ușurință. Oamenii lui Hojo Tokimasa îl asasinează pe Minamoto Yoriie în provincia Izu, unde acesta trăia în exil. 
1205 - Hojo Tokimasa conspiră să-l ucidă pe Minamoto Sanetomo, dar complotul este descoperit. Hojo Tokimasa este forțat să demisioneze și trăiește în exil în Izu sub supraveghere. Hiraga, supleantul shogunului din Kyoto, a făcut și el parte din complot și este ucis de trupele trimise din Kamakura. Fiul lui Hojo Tokimasa, Hojo Yoshitoki, devine Shikken și regent.
1206 - Konoe Ieznae devine regent imperial până în anul 1228.
1207 - Călugării budiști Honen și Shinran (Shonin) sunt exilați din Kyoto.
1210 - Juntoku devine împărat titular până în anul 1221. Go-Toba rămâne împărat în retragere.
1213 - Un complot ce dorea detronarea shogunului Minamoto Sanetomo și înlocuirea lui cu un fiu al lui Minamoto Yoriie este descoperit; mulți dintre comandanții complotului sunt uciși.
1219-1221 - Era Jokyu.
1219 - Minamoto Sanetomo este asasinat, astfel terminându-se domnia shogunilor Minamoto. Fujiwara Yoritsune, copilul minor al lui Fujiwara Michiie, apoi Ministru de Dreapta și un descendent al familiei Minamoto din fiica lui Minamoto Yoritomo, este adus din Kyoto la Kamakura. El este adoptat de către familia Masako, și instalat ca shogun titular (cu toate ca titlul nu îi este acordat timp de mulți ani).
1221 - Kanenari (mai apoi cunoscut sub numele de Chukyo) devine împărat titular. Go-Toba rămâne împărat în retragere. Această stare de fapte durează doar 70 de zile după care Chukyo este detronat.
Iunie 1221 - Go-Toba ridică o armata și conduce o revoltă împotriva shogunatului din Kamakura. Revolta este inăbușită într-o lună. Go-Toba și Juntoku sunt alungați; Tsuchimikado și împăratul Kanenari sunt trimiși în provincii îndepărtate, dar nu sunt arestați. (Acest eveniment este cunoscut ca Jokyu no Hen - Tulburarea Jokyu. )
Iulie 1221 - Funcția de shogun supleant (Tandai) este stabilită în Kyoto cu ministere susținute in Rokuhara. Aceste ministere sunt aproape o dublură a ministerelor Bakufu din Kamakura și dețineau controlul complet asupra Kyoto-ului și a tuturor provinciilor de la vest de Mikawa, inclusiv.
Sfârșitul 1221 - Go-Takakura devine împărat în retragere până în anul 1223. Go-Horikawa (fiul lui Go-Takakura) devine împărat titular. Bakufu a dat de înțeles că ei trebuie să fie de acord înainte ce un regent imperial este ales.
1222-1223 - Bakufu face un control complet asupra pământului din toate provinciile.
Iulie 1224 - Hojo Yoshitoki moare. Hojo Yasutoki, fiul său, și Hojo Tokifusa, fratele său, devin co-Shikken și co-regenți. (În practică, Hojo Tokifusa preferă să-l lase pe Hojo Yasutoki să ia deciziile. )
Shinran, un elev al lui Honen, întemeiază budismul Jōdo Shinshū („Pământul Adevărat Pur”).
Ianuarie 1226 - Hojo Yasutoki formează Consiliul de Stat (Hyojoshu), format din 11 membri care stăteau în spatele regentului și-l sfătuiau pe shogun în orice problemă cu privință la stat. (A înlocuit nu peste mult timp Mandokoro - Ministerul Administrației și Monchujo - Ministerul Informației).
Fujiwara Mitora își ia titlul de shogun și numele de Yoritsune, la vârsta de opt ani.
1226-1231 - Japonia este zguduită de șase ani de secetă, foamete, vărsat și alte boli, furtuni, inundații și cutremure.
1227 - Dogen Zenji întemeiază budismul zen Soto.
1228 - Kujo Michiie devine regent până în anul 1231.
1230 - Fujiwara Yoritsune este căsătorit cu o fiică a lui Minamoto Yoriie pentru a da impresia continuării domniei Minamoto.
Iulie 1230 - Hojo Yasutoki anunță un Act de grațiere, o oprire a plății datoriilor și a altor obligații de acest fel. Imediat după aceea, este emis un ordin imperial fixând prețul orezului.
Începutul 1231 - Este emis un ordin imperial care limita cheltuielile și ordona distribuirea impozitului de orez săracilor. Bakufu emite ordine intendenților (jito) si polițiștilor (shugo) să remită impozitele în provinciile lor și să întreprindă alte măsuri de ajutorare.
1232 - Go-Horikawa abdică. Fiul său, Shijo, în vârstă de doi ani, devine împărat titular. Go-Horikawa devine împărat în retragere până în anul 1234. Kujo Yorimichi devine regent imperial până în anul 1235.
August 1232 - Consiliul de stat (Hyojoshu) emite codul Joei (Joei Shikimoku). A fost o simplă culegere de legi a câte 51 de principii și regulamente administrative, folosită în îndrumarea gokenin ce deserveau shogunatul.
Iarna 1232-1233 - Ca urmare a greutăților mari cauzate de mai mulți ani de foamete, o lege este emisă referitor la vânzarea de ființe umane, pentru ca familiile să-și facă rost de banii necesari supraviețuirii.
1235 - Kujo Michiie devine din nou regent imperial până în anul 1237.
1236 - Călugării de pe muntele Hiei și din templul Kofukuji se răscoală. Mulți oameni sunt uciși și multe stricăciuni sunt făcute. Bakufu nu reușește să îi înfrângă decât spre sfârșitul anului.
1237 - Konoe Kanetsune devine regent imperial până în anul 1242.
Aprilie 1238 - Shogunul Fujiwara Yoritsune vizitează Kyoto. El primește numeroase titluri și rămâne în Kyoto pentru aproape nouă luni.
1239 - Legea permițând vânzarea ființelor umane este abrogată și se ordonă eliberarea persoanelor deja vândute.
Februarie 1242 - Shijo moare pe neașteptate și izbucnește o dispută cu privire la succesiunea la tron între fiul lui Tsuchimikado și unul dintre frații mai tineri ai lui Tsuchimikado, Juntoku. Este cerută părerea Bakufu.
Aprilie 1242 - Fiul lui Tsuchimikado este ales de către Bakufu și devine împăratul Go-Saga. (Tatăl lui Hojo Yasutoki avea încă aversiune față de Kamakura și îl exilează pe Juntoku.) Nu există împărat în retragere.
1242 - Hojo Yasutoki moare și nepotul său, Hojo Tsunetoki, devine Shikken și regent.
Iunie 1244 - Fujiwara Yoritsune este forțat să abdice. El este înlocuit ca shogun de fiul său minor, Fujiwara Yoritsugu, care este imediat căsătorit cu una din surorile lui Hojo Tsunetoki.
Aprilie 1246 - Hojo Tsunetoki moare pe neașteptate și fratele lui mai tânăr, Hojo Tokiyori, devine regent. Mai multe ciocniri violente au loc între suporterii shogunului demis Fujiwara Yoritsune și suporterii noului regent Hojo Tokiyori.
Septembrie 1246 - Fujiwara Yoritsune este trimis, sub protecție, să locuiască la Kyoto, domiciliul fiindu-i impus la Rokuhara.
1246 - Go-Saga abdică. Go-Fukakusa devine împărat titular și Go-Saga devine împărat în retragere.
1247 - Miura Yasumura conspiră împotriva regenței familiei Hojo. După ce încearcă să facă față acesteia într-un mod pașnic și după ce observă că familia Miura se înarmeaza, Hojo Tokiyori atacă și întreaga familie Miura este ucisă. Din acest moment, familia Hojo nu mai are nici un rival în est.
1249 - Hojo Tokiyori organizează o Comisie permanentă (Hikitsuke-shu), care cercetează toate procesele și procesele în recurs aduse în fața Consiliului de Stat,fiind alcătuită din cinci membri ai Mandokoro (Ministerul Administrației) având un conducător ales prin rotație dintre cei trei membri ai Consiliului.
Sfârșitul 1251 - Un complot împotriva Bakufu este descoperit și (adevărat sau nu, nu se știe) atribuit fostului shogun Fujiwara Yoritsune. Hojo Tokiyori folosește acest eveniment ca o scuză pentru a-l înlătura pe Fujiwara Yoritsugu de la shogunat.
Aprilie 1252 - Fiul lui Go-Saga (și fratele mai mare al împăratului Fukakusa) prințul Munetaka, este ales să-l înlocuiască pe Fujiwara Yoritsugu și este instalat ca shogun.
1252 - Familia Fujiwara se divizează in cinci familii,iar postul de regent este ocupat prin rotație.
1253 - Nichiren întemeiază școala budistă Lotus (Hokke), în mod obișnuit numită Școala Nichiren.
1256 - Hojo Tokiyori iese la pensie pe motive de sănătate, retrăgându-se într-o mânăstire (dar el continuă să conducă până la moartea lui în anul 1263). Fiul său Hojo Tokimune devine Shikken. Dar Hojo Tokimune este minor, așa că Hojo Nagatoki, un membru al Consiliului de Stat, este numit ca protector al său și regent până în anul 1264.
1257-1259 - Catastrofe naturale acute hărțuiesc provinciile din est timp de doi ani. Bakufu trebuie să-și schimbe centrul de interese de la probleme de guvernare la cele de ajutor.
1260 - Go-Saga îl obligă pe Go-Fukakusa să abdice. Kameyama devine împărat titular. Go-Saga rămâne împărat în retragere până în anul 1272.
Shogunul, Munetaka, este însurat cu una din fiicele lui Konoe Kanetsune, un nobil de la curte și fostul regent imperial.
Nichiren este alungat din Kamakura timp de trei ani pentru prelegerile lui împotriva Bakufu și a altor școli budiste.
1263 - Hojo Tokiyori moare. Nichiren se reîntoarce la Kamakura și-și continuă prelegerile împotriva statului și a altor scoli budiste. El este arestat, condamnat pentru tradare și exilat pe insula Sato.
1264 - Hojo Masamura îl înlocuiește pe Hojo Nagatoki ca protector al lui Hojo Tokimune și ca regent.
Iulie 1266 - Shogunul, Munetaka, este suspectat că ar complota împotriva regentului și este demis din funcție de către Consiliul de Stat (Hyojoshu) și trimis la Kyoto. Este pus în arest la domiciliu în Rokuhara, iar lui Go-Saga i se spune să-l dezmoștenească, ceea ce și face. (Oricum, câteva luni mai târziu a fost eliberat, i s-au oferit proprietăți importante, iar Go-Saga a fost rugat să-l accepte înapoi în familie, ceea ce și face.)
August 1266 - Prințul imperial Koreyasu (fiul lui Munetaka) este trimis la Kamakura și numit shogun până în anul 1289.
1268 - Hojo Tokimune devine Shikken și regent.
1268 - Khublai Khan trimite soli în Japonia cerând japonezilor să devină vasali ai statului Mongol. Hojo Tokimune refuză și îi alungă pe soli.
1272 - Go-Saga moare. În testamentul său lasă majoritatea proprietăților și averea lui Kameyama, în loc de Go-Fukakusa (fiul său mai mare) dupa cum era obiceiul. Urmează o luptă acerbă pentru putere între suporterii lui Go-Fukakusa și cei ai lui Kameyama. Familia imperială este divizată în două ramuri, fiecare concurând pentru obținerea tronului: ramura Senior (Jimyoin), reprezentată de Go-Fukakusa, și ramura Junior (Daikakuji), reprezentată de Kameyama.
1274 - Kameyama abdică. Fiul său, Go-Uda, devine împărat titular. Kameyama devine împărat în retragere.
Nichiren este eliberat din exilul de pe insula Sado și se reîntoarce la Kamakura, unde își continuă învațăturile ca înainte.
Noiembrie 1274 - Prima invazie a armatelor mongole, chineze și coreene (Războiul Bunei). Ei cuceresc insulele Tsushima și Ikishima, și apoi debarcă pe insula Kyushu lângă Hakata dar se întâlnesc cu forțele japoneze adunate de către shogunat. Un taifun distruge flota inamică și cei care pot fug în Coreea.
Mai 1275 - Khublai Khan trimite alți soli Japoniei pentru a le cere supunerea față de statul mongol. Solii sunt executați în octombrie 1275 și pregătirile pentru apărare continuă în Kyushu pentru o așteptată a doua invazie.
Iunie/August 1281 - A doua invazie a armatelor mongole, chineze și coreene (Razboiul Koan). Ei debarcă din nou pe insula Kyushu lângă Hakata și se întâlnesc din nou cu rezistența armatei japoneze care s-a pregătit bine prin ridicarea unui zid de apărare de-a lungul coastei. După o lună de lupte, o furtună distruge flota mongolă iar restul armatei ofensive fuge în Coreea. 
1284 - Hojo Tokimune moare. Fiul său, Hojo Sadatoki (în vârstă de 14 ani) devine regent. Una din primele sale îndatoriri este să încerce să satisfacă cererile venite din partea razboinicilor pentru despăgubirea cheltuielilor și pentru recompense în urma succesului lor din timpul invaziei mongole. Dar toate resursele Bakufu au fost cheltuite pentru apărarea Japoniei, astfel că practic nu existau bani de împărțit.
1286 - Plângerile împotriva Bakufu sau a curții imperiale pentru despăgubiri și recompense din timpul invaziei mongole sunt interzise a mai fi depuse direct la Kamakura sau Rokuhara.
1287 - Go-Uda abdică și devine împărat în retragere. Fushimi, fiul lui Go-Fukakusa, devine împărat titular.
1289 - Prințul imperial Hisaakira este numit shogun până în anul 1308.
1290 - Familia Hojo impune un compromis între cele două ramuri concurente ale familiei imperiale. Ramura Senior și cea Junior acum alternează în succesiunea la tron.
1294 - Bakufu decide că nici o plângere, pentru recompensă sau despăgubiri din timpul invaziei mongole din anii 1274 si 1281, nu va mai fi aprobată.
Khublai Khan moare și Japoniei îi este permis în cele din urmă să-și relaxeze apărarea.
1297 - Ca o recunoaștere a dificultăților financiare în continuă creștere, Bakufu decide un alt Act de grație (tokusei) care, printre multele măsuri severe de precauție, stabilește un coeficient de dobânda maxim și cere o anulare parțială a datoriilor. Cămătarii și negustorii sunt loviți și încearcă să găsească mijloace de a eluda legea. În cele din urmă Actul s-a dovedit imposibil de executat și a fost amendat în decurs de un an, lăsând astfel clasa războinicilor îndatorată, sărăcită și nemulțumită.)
1298 - Fushimi abdică și devine împărat în retragere. Go-Fushimi, fiul său, devine împărat titular până în anul 1301.
1301 - Hojo Sadatoki demisionează din funcție și se dedică vieții religioase. Vărul său, Hojo Morotoki, devine regent titular până în anul 1316. Fiul lui Hojo Sadatoki, Hojo Takatoki, este prea tânăr ca să preia funcția. (Hojo Sadatoki va conduce din culise până la moartea sa, în anul 1311.) Go-Nijo (din ramura Junior) devine împărat titular până în anul 1308. Fushimi rămâne împărat în retragere.
1308 - Hanazono (din ramura Senior) devine împărat titular până în anul 1318. Fushimi rămâne împărat în retragere. Prințul imperial Morikuni este numit shogun până în anul 1333.
1316 - Hojo Takatoki este instalat Shikken și regent până in anul 1333. (Dar de acum puterea familiei Hojo a trecut. De fapt, în anii următori, judecata lui Hojo Takatoki este pusă sub semnul întrebării. Mulți oameni de pe tot cuprinsul țării cauta o scuză pentru a îndepărta familia Hojo de la conducere.)
1318 - Go-Daigo (din ramura Junior), fiul lui Go-Uda, devine împărat titular.
1339. Hanazono devine împărat în retragere.
1321 - Ministerul foștilor împarați (împărații în retragere) este desființat și multe proprietăți imperiale sunt confiscate și date tezaurului public.
1326 - Go-Daigo îl numește pe fiul său moștenitor aparent. Acest fapt a fost contrar cererii Bakufu, care dorea să-l numească pe unul dintre fiii lui Go-Fushimi. Go-Daigo și suporterii lui recunosc că sistemul alternării împăraților la domnie trebuie să înceteze și că trebuie să se stabilească problema legitimității la tron. Pentru a face aceasta, ei își dau seama că regența familiei Hojo trebuie să fie înlăturată de la conducere.
Mai 1331 - Kamakura trimite mii de trupe la Kyoto după ce unul din confidenții lui Go-Daigo informează Bakufu că Go-Daigo este amestecat în conspirații împotriva familei Hojo. Nikaido conduce aceste trupe.
Septembrie 1331 - Împăratul Go-Daigo se revoltă împotriva Bakufu. El fuge din capitală și se refugiază la un templu de pe muntele Kasagidar dar este capturat de trupele trimise din Kyoto.
Sfârșitul 1331 - Go-Daigo este exilat în insula Oki, pe coasta de est a Japoniei. Hojo Takatoki îl instalează pe prințul Kogon (ramura Senior) ca împărat până în primavara anului 1333. Toate proprietățile imperiale sunt confiscate de către guvern. (Mai târziu, chiar și kuge, aristocrația de curte, își pierde pământurile și traiește saracacios, la mila shogunatului.)
Primăvara 1333 - Go-Daigo scapă din exil și reia revolta, de această dată în fruntea unei mari răscoale, care a inclus mulți șefi militari puternici, nemultumiți de dominația familiei Hojo.
Iunie / Iulie 1333 - Ashikaga Takauji (la început trimis de guvernul din Kamakura să-l înfrângă pe Go-Daigo) trece de partea lui Go-Daigo și capturează Kyoto-ul. Nitta Yoshisada conduce o armată alcătuită din familii războinice nemulțumite și înfrânge familia Hojo în Kamakura.